# Live in Japan (Chicago)
Live in Japan è un album dal vivo del gruppo musicale statunitense Chicago, pubblicato nel 1972 solo in Giappone e nel 1996 nel resto del mondo.

## Tracce
Side 1
1. Dialogue (Part I & II) – 6:55
2. A Hit by Varèse – 4:43
3. Lowdown (Japanese version) – 4:14
4. State of the Union – 8:14
5. Saturday in the Park – 4:19

Side 2
1. Ballet for a Girl in Buchannon – 14:05
  1. Make Me Smile – 3:17
  2. So Much to Say, So Much to Give – 0:59
  3. Anxiety's Moment – 1:02
  4. West Virginia Fantasies – 1:32
  5. Colour My World – 3:22
  6. To Be Free – 2:17
  7. Now More Than Ever – 1:36
2. Beginnings – 6:36
3. Mississippi Delta City Blues – 5:50

Side 3
1. A Song for Richard and His Friends – 7:54
2. Does Anybody Really Know What Time It Is? [Free Form Intro] – 6:15
3. Does Anybody Really Know What Time It Is? – 3:53
4. Questions 67 & 68 (Japanese version) – 4:51

Side 4
1. 25 or 6 to 4 – 9:14
2. I'm a Man – 10:43
3. Free – 6:29

## Formazione
- Peter Cetera - basso, voce
- Terry Kath - chitarra, voce
- Robert Lamm - tastiera, voce
- Lee Loughnane - tromba, percussioni, cori
- James Pankow - trombone, percussioni, cori
- Walter Parazaider - legni, percussioni, cori
- Danny Seraphine - batteria